# Super Girl & Romantic Boys
Super Girl & Romantic Boys — польський електророк та електропанк гурт з нової хвилі польської електронної музики. Заснований у Варшаві 1998 року.

## Історія
Гурт був заснований у 1998 році за ініціативи Костянтина Усенка, Еви Маліновської, Дзікі та Мацієка Рожальського. Перші записи гурт зробив у квітні у сквоті Reichenberger у Берліні, а в грудні 1998 року відбувся перший концерт у варшавському клубі Kotły.
2000 року гурт записав свій найбільший гіт — Spokój. 2003 року був записаний матеріал для дебютного альбому, який так тоді й не вийшов.
2006 року гурт розпався через конфлікт між учасниками. У жовтні 2008 року з нагоди 10-ї річниці заснування, група була відновлена для одного концертного туру. 2013 року гурт відновив свою діяльність, і у тому ж році на незалежному лейблі Antena Krzyku нарешті вийшов перший студійний альбом групи під назвою «Miłość z tamnych lat».

## Склад
- «Костя» (Костянтин Усенко) — синтезатор, вокал
- «Евік» (Ева Малиновська) — вокал
- «Лорд Мікс» (Міхал Врублевський) — гітара

### Колишні учасники
- Філіп Раковський — ударні, секвенсер
- Дзікі — гітара, беквокал
- Алек Борович — танцюрист
- Мацієк Рожальський — танцюрист
- Леон — драм-машина
- Адолв — гітара

## Дискографія
- 2013 — «Miłość z tamtych lat»
- 2014 — «Stop!Klatka»
- 2016 — «Osobno»
- 2020 — «Dansing»[5]